# 硅谷街道
硅谷街道，是中华人民共和国吉林省长春市朝阳区下辖的一个乡镇级行政单位。硅谷街道辖区范围东至超越大街，南至绕城高速与朝阳区永春镇向阳堡屯、南关区幸福乡八一村大长沟屯接壤，西至西越达路、旷达路、绕城高速，北至超达大路。辖万顺、拉洛、富强3个村和顺达、富裕、越达、超强、卓越、宜居6个社区。

## 行政区划
硅谷街道下辖以下地区：
耿家村、八一库区村、万顺村、富强村和拉洛村。